# Actinium(III)chloride
Actinium(III)chloride is een chemische verbinding, een zout van het radioactieve element actinium en chloor.

## Synthese
Actinium(III)chloride wordt bereid in een reactie tussen actinium(III)hydroxide met  with tetrachloormethaan (tetra).
{\displaystyle {\ce {4Ac(OH)3\ +3\ CCl4->4AcCl3\ +\ 3CO2\ +\ 6H2O}}}